# El sexo está loco
El sexo está loco és una pel·lícula eròtica espanyola del 1981 dirigida per Jesús Franco Manera i protagonitzada per Lina Romay. Es considera una de les pel·lícules més esbojarrades del director espanyol, basada en una concatenació gratuïta d’escenes confiades a un petit nombre d’actors, que de tant en tant interpreten diferents personatges.

## Sinopsi
És una comèdia grollera on en un show un grapat d'alienígenes segresten dones de la Terra i embarassen amb sorprenent velocitat, tenint un fill cada nou segons 600 nadons a l'hora. Després de l'experiència de dos matrimonis, la senyora Fonseca i la senyora Castel i el senyor Gutiérrez i el senyor Martínez s'enamoren en grup i funden una nova forma de convivència, que anomenaran el quatrimoni. Després se succeeixen situacions i escenes eròtiques força absurdes que impliquen tangos argentins, agents secrets i sacrificis humans a San Cucufate.

## Repartiment
- Lina Romay (Candy Coster): Senyora Fonseca / Cuki
- Antonio Mayans (Robert Foster): Senyor Martinez / Baxter
- Tony Skios: Senyor Gutierrez / Flannagan
- Lynn Endersson (Lynn Anderson): Senyora Castel / Senyora Bernarde
- Laura García: Rosalinda, promesa del director / noia argentina / l'autoestopista
- Antonio Martín
- Gloria Menéndez
- José Luis Martínez
- Jesús Franco: el director (sense acreditar)
- Juan Soler: l'oficiant / director de fotografia (sense acreditar)

## Producció
El director va dir que va manllevar aquesta estructura a El fantasma de la llibertat de Luis Buñuel:
| « | Per una vegada, volia desfer-me de l'esclavitud d'haver d'explicar una història per fer una pel·lícula. Crec que ho vaig aconseguir. No tenia un guió real, era una escala, un diagrama de com una història es convertia en una altra i en una altra ..., i un resum molt breu de cada història. Està influït pel fantasma de la llibertat de Buñuel, però la seva pel·lícula és una meravella, la meva és una broma i la seva no. Buñuel era un geni. | » |

Oficialment El sexe está loco és una pel·lícula eròtica distribuïda a Espanya amb prohibició de menors de 18 anys. Tanmateix, com assenyala el mateix director, l’acte realment transgressor va ser fer explotar la lògica de la narració cinematogràfica, alternant aleatòriament seqüències d'extraterrestres que practiquen sexe a una velocitat vertiginosa, històries d'espionatge i microfilm, els esdeveniments quadrimonium i els sacrificis humans que s'ofereixen a San Cucufate.